# 缅甸护照
缅甸护照是缅甸联邦共和国政府签发给缅甸公民用于国际旅行的证件。

## 护照办公室
2014年，除了当时已经在仰光和曼德勒设立的两个办事处之外，缅甸当局还开设了15个新的护照签发中心。新办事处分别在缅甸的七个省、七个邦以及该国的首都奈比多开设。

## 类型
2010年4月，缅甸护照由此前使用的手写护照升级为符合国际标准的可机读护照。 
在2016年以前，缅甸内政部根据公民的身份和出行目的签发三种护照。其中行政官员使用绿色封面的公务护照；外交官们使用蓝色封面的外交护照；其余所有公民则一律使用红色封面的普通护照。其中红色护照有效期为5年，绿色护照有效期为3年。2016年，缅甸内政部宣布将调整护照的类型样式，今后将向缅甸公民签发九种不同类型的护照。这九种类型分别是：
- PB——商务护照；
- PT – 受抚养人护照；
- PJ——工作护照；
- PR – 宗教护照；
- PS – 海员护照；
- PE——学生护照；
- PV——访问护照；
- PD – 外交护照；
- PO – 公务护照。

## 签证要求

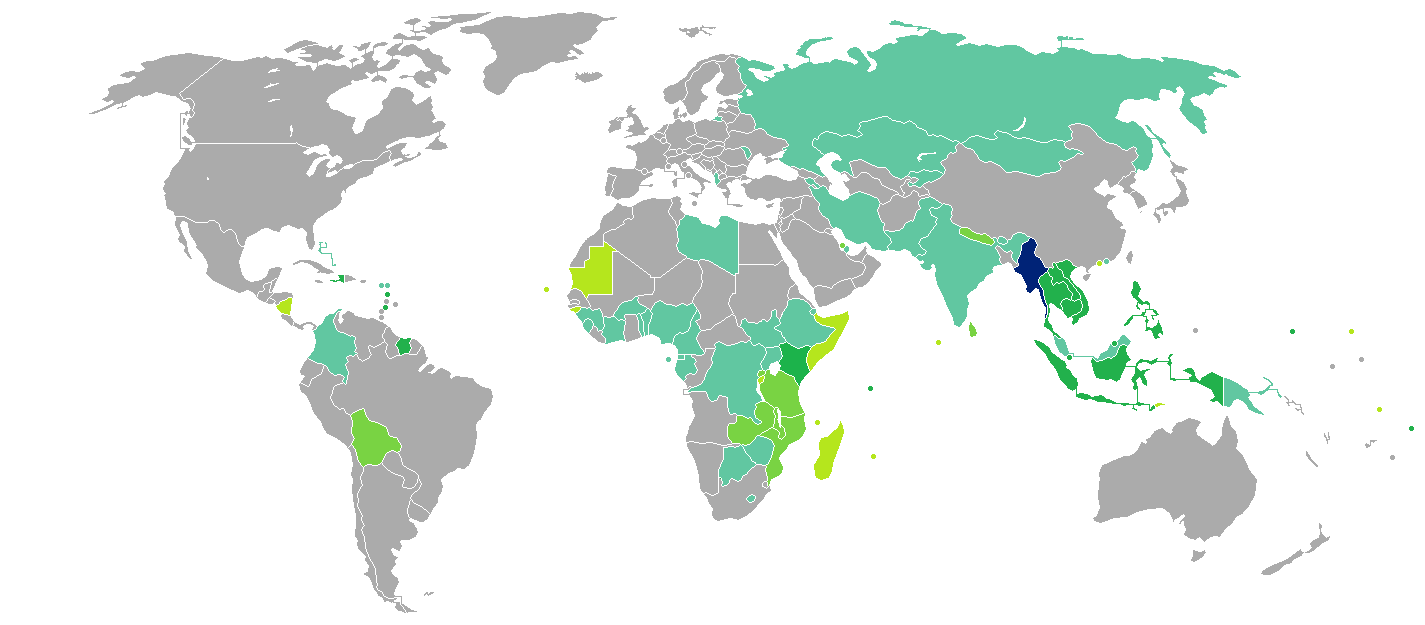
缅甸普通护照持有人可免签或落地签访问的国家和地区。截至2019年，缅甸公民可免签或落地签进入46个国家和地区，缅甸护照排名世界第95位。
缅甸
免签证
落地签证
电子签证
落地签证和电子签证
需要提前办理签证

截至2018年1月，缅甸普通护照持有人可免签证前往文莱、柬埔寨、印度尼西亚、老挝、菲律宾、新加坡、泰国和越南。除了菲律宾和新加坡允许最多30天的逗留期限外，其余国家均允许该国公民逗留不超过14日。
缅甸公民可在马尔代夫和澳门使用落地签证，而电子签证可用于进入印度。无签证过境（TWOV）适用于持有普通护照的缅甸公民在吉隆坡国际机场和吉隆坡第二国际机场停留最多120小时。
根据2025年1月8日发布的亨利护照指数，缅甸护照可免签证、落地签证或电子签证入境46个国家和地区，位居世界第94，与刚果民主共和国、埃塞俄比亚、尼日利亚护照并列。

## 外部連結
- 缅甸国家门户网站 护照/签证服务 （页面存档备份，存于）